# Sveriges befolkning (databaser)
Sveriges befolkning är en serie sökbara databaser. Några är utgivna på CD- och DVD-ROM-skivor eller på USB-stickor, andra är fritt tillgängliga via Riksarkivet sedan den 1 februari 2018. Innehållande persondata om alla Sveriges invånare vid några oftast jämna årtal, samt för en period på 147 år. Databasernas kanske främsta användningsområde är släktforskning. Projektledare för de skivor som gavs ut av Sveriges Släktforskarförbund var Carl Szabad.

## Befolkningen i Sverige 1800–1947
Befolkningen i Sverige 1800–1947 är ett register till husförhörslängder och församlingsböcker under den aktuella perioden, och är sökbart online i Arkiv Digitals "Allt-i-ett-abonnemang". Det omfattade från början åren 1880–1920 och har byggts på med fler år i omgångar. Registret är framtaget i samarbete med israeliska MyHeritage, och indexeringen har gjorts i andra länder än i Sverige, varför materialets korrekthet kan vara väldigt ojämn. Hos Arkiv Digital finns en knapp för att rätta felaktigheter. Personuppgifter som ingår är fullständigt namn, yrke/titel, födelsedatum, vigsel- och/eller dödsdatum om det är angivet på den aktuella kyrkobokssidan, kyrkobokföringsförsamling, bostadsort, födelseförsamling och familjeställning (civilstånd). Det redovisas även vilka personer som tillhörde samma hushåll (familj) och det finns länkar till den aktuella sidan i husförhörslängden/församlingsboken och till födelseboken för den församling och period där personen anges vara född.

## Sveriges befolkning 1860, 1870, 1880, 1890, 1900, 1910 och 1930
Sveriges befolkning för rubricerade årtal finns sökbara online via Riksarkivets "digitala forskarsal" (tidigare SVAR). För år 1860 finns än så länge endast Jämtlands län, för 1870 endast Norrbottens och Västerbottens län. 1880, 1890, 1900 och 1910 är samma kompletta material som också finns att köpa på CD eller DVD. Registrering av 1930 års befolkning pågår, och fylls fortlöpande på i den sökbara databasen.

## Sveriges befolkning 1880, 1890 och 1900
Sveriges befolkning 1890 och 1900 utgavs 2003 respektive 2006 av Sveriges Släktforskarförbund i samarbete med SVAR. SVAR utgav 2010 på egen hand Sveriges befolkning 1880. Uppgifterna kommer från de utdrag ur husförhörslängderna eller församlingsböckerna som församlingarna sände in till Statistiska Centralbyrån, och gäller per den 31 december respektive årtal. Utdragen har dataregistrerats manuellt och kan därför innehålla vissa fel. Personuppgifter som ingår är fullständigt namn, yrke/titel, födelseår (ej exakt datum), kyrkobokföringsförsamling, bostadsort, födelseförsamling och familjeställning (civilstånd). Det redovisas även vilka personer som tillhörde samma hushåll (familj).

## Sveriges befolkning 1910
Sveriges befolkning 1910 (ISBN 978-91-87491-10-8) gavs ut under Släktforskardagarna 2015. Skivan innehåller ca 5,5 miljoner poster. Skivan är producerad av Riksarkivet.

## Sveriges befolkning 1930
Sveriges befolkning 1930 kommer att utges som dvd. Den kommer att förutom kön, yrke, geografisk hemvist och civilstånd på dem som levde då även innehålla information om skolår-utbildning, barn i hushållet och även inkomst och förmögenhet. Den har tidigare bedömts kunna vara klar år 2018, men i september 2020 finns inga uppdaterade uppgifter om tidsplanen. Det är ett samarbete mellan universiteten i Lund, Umeå och Göteborg, Stockholms stadsarkiv och Svenska Migrationscentret i Karlstad. Projektet leds och administreras av Riksarkivet SVAR.

## Sveriges befolkning 1940, 1950 och 1960
Sveriges befolkning 1940, Sveriges befolkning 1950 och Sveriges befolkning 1960 finns sökbara online i Arkiv Digitals "Allt-i-ett-abonnemang". Dessutom finns där också Stockholms befolkning 1945 för Stockholms stad.
De uppgifter som ingår är fullständigt namn, födelsedatum, födelseförsamling och -län, civilstånd, boendeplats, församling, ort och län. I registren för 1950 och 1960 är också yrke och datum för senaste civilståndsändring indexerade. För 1940 och registret för Stockholms stad 1945 saknas dessa båda uppgifter, men finns i gengäld länk direkt till rätt sida i själva källmaterialet, där åtminstone yrkesuppgifter finns att hitta på de flesta. I åtminstone registren för Stockholms stad, både 1940 och 1945, finns där också datum för senaste civilståndsändring.

## Sveriges befolkning 1970
Sveriges befolkning 1970 är utgiven av Sveriges Släktforskarförbund 2002. Det är en bearbetad version av skattemyndigheternas digitala mantalslängder för 1971, de äldsta bevarade. En mantalslängd upprättades i november året innan den gällde. För Västmanlands län saknas 1971 års mantalslängd i digital form. Som ersättning har 1972 års längd använts. Det innebär följaktligen att personer som flyttade till Västmanlands län mellan de båda längdernas upprättande finns med dubbelt i materialet, medan personer som under samma period flyttade motsatt väg dessvärre saknas.
De personuppgifter som redovisas i de utgivna databaserna är fullständigt namn (långa namn är förkortade i källmaterialet), födelsedatum (ej fullständigt personnummer), postadress, mantalsskrivningsförsamling, mantalsskrivningsfastighet samt födelseförsamling (för födda i Sverige 1947 och senare anges, liksom i all annan folkbokföring, födelsehemorten). Födelseland för utrikes födda personer redovisas inte, och inte heller adress för personer som haft skyddad identitet.
24 februari 2022 kompletterade Arkiv Digital sina befintliga register med att även lägga ut Sveriges befolkning 1970. Samma uppgifter finns med som på CD-ROM-skivan, med tillägg av yrkesuppgifter och civilstånd och datum för senaste civilståndsändring.
På Arkiv Digital kopplas inte sambos ihop som samma hushåll i 1900-talsregistren. Bor två sambos och något eller några gemensamma barn på samma adress kommer modern och barnen att listas tillsammans. Fadern finns registrerad på adressen, men till synes som ett eget ensamhushåll.

## Sveriges befolkning 1975
Sveriges befolkning 1975 finns sökbar online i Arkiv Digitals "Allt-i-ett-abonnemang". De uppgifter som ingår är fullständigt namn, födelsedatum, födelseförsamling och -län, yrke, civilstånd, datum för senaste civilståndsändring, boendeplats, församling, ort och län.

## Sveriges befolkning 1980
Sveriges befolkning 1980 är utgiven av Sveriges Släktforskarförbund 2004. Det är en bearbetad versioner av skattemyndigheternas digitala mantalslängder för 1981. För Göteborgs och Bohus län saknas 1981 års mantalslängd i digital form. Som ersättning har 1982 års längd använts. Det innebär följaktligen att personer som flyttade till Göteborgs och Bohus län mellan de båda längdernas upprättande finns med dubbelt i materialet, medan personer som under samma period flyttade motsatt väg dessvärre saknas.
De personuppgifter som redovisas är samma som på skivan "Sveriges befolkning 1970".
4 mars 2022 lade Arkiv Digital även ut Sveriges befolkning 1980. Samma uppgifter finns med som på CD-ROM-skivan, med tillägg av civilstånd och datum för senaste civilståndsändring.

## Sveriges befolkning 1985
Sveriges befolkning 1985 finns sökbar online i Arkiv Digitals "Allt-i-ett-abonnemang". De uppgifter som ingår är fullständigt namn, födelsedatum, födelseförsamling och -län, civilstånd, datum för senaste civilståndsändring, boendeplats, församling, ort och län.

## Sveriges befolkning 1990
Databasen utgavs 2011 av Riksarkivets avdelning Svensk Arkivinformation (SVAR). Det datamaterial som använts är de sista mantalslängderna som upprättades i Sverige, gällande för 1991. Utöver de uppgifter som ingår i Sveriges befolkning 1970 och 1980 redovisas här även civilstånd med datum för senaste ändring.
10 mars 2022 lade Arkiv Digital även ut Sveriges befolkning 1990, med samma uppgifter som finns med på CD-ROM-skivan.

## Sveriges befolkning 2000
En databas som sedan den 25 november 2020 säljs av Sveriges släktforskarförbund på usb-sticka. Databasen innehåller alla som var folkbokförda i en svensk församling i slutet av år 2000, alltså omkring 8,9 miljoner personer. Uppgifterna kommer från ett uttag av data som gjordes i Försäkringskassans system 2014 avseende 31 december 2000. Innehåll och kvalitet kan variera något, då Försäkringskassans system förses med basuppgifter ur andra myndigheters system och egna uppgifter därefter läggs på och underhålls. Personer som gjort till exempel ändringar av förnamn mellan 2000 och 2014 brukar bland annat hittas registrerade med de senare tagna namnen, snarare än med de namn de bar 2000. Det verkar även finnas frånskilda personer, felaktigt registrerade som ogifta. Framför allt saknar cirka 10 procent av de registrerade personerna adressuppgift. Däremot finns alltid uppgift om fastighetsbeteckning.
Personer som inte var folkbokförda i en svensk församling eller som hade så kallade samordningsnummer, ett slags tillfälligt personnummer, är bortrensade så totalantalet personer i databasen överensstämmer till 99,9 procent med det av SCB redovisade befolkningsantalet i slutet av 2000, cirka 8,9 miljoner personer. Det kan alltså finnas bortfall, som oftast beror på att en person felaktigt redovisats utan folkbokföringsförsamling, men också på att barn födda i slutet av 2000 inte hunnit komma in i systemet. Det kan även förekomma personer som inte finns i Sverige 2000, vilket vanligen beror på felregistrering av in- och utvandringsuppgifter. I databasen ingående uppgifter är födelsedatum, för- och efternamn, adress och postadress (ibland utlandsadresser), civilstånd, kön, senaste civilståndsdatum, födelseförsamling eller födelseland, folkbokföringsförsamling och fastighetsbeteckning.